# One of These Days (chanson de Pink Floyd)
Pour les articles homonymes, voir One of These Days.
Singles de Pink Floyd
The Nile Song / Ibiza Bar
(1969) Free Four
(1972)
Pistes de Meddle
A Pillow of Winds
One of These Days est le premier titre de l'album Meddle du groupe anglais Pink Floyd.
Il s'agit d'un instrumental, qui s'ouvre sur un son de vent créé par un oscillateur sonore, suivi de deux guitares basses doublées à l'unisson au moyen d'un simulateur de chambre d'écho, jouées par David Gilmour et Roger Waters (repris ensuite avec Guy Pratt à la basse en 1988 et 1994). L'instrumental n'est brisé que vers le milieu de la chanson, lorsqu'une voix passée à basse vitesse, ce qui lui donne un ton menaçant, déclare : One of these days, I'm going to cut you into little pieces (« Un de ces jours, je vais te découper en petits morceaux »). Cette phrase attribuée à Nick Mason, le batteur du groupe, serait adressée au DJ Jimmy Young, de la BBC Radio 2[réf. nécessaire].

## Parution
One of These Days est le premier titre de la face A de Meddle, album sorti le 30 octobre 1971 aux États-Unis et le 5 novembre au Royaume-Uni,,,. La chanson est incluse en face A d'un single avec Fearless, sorti le 29 novembre 1971 aux États-Unis.

## Caractéristiques artistiques
L'élément prédominant du morceau est celui d'une guitare basse jouée à travers une unité de retard (Binson Echorec), réglée pour produire des répétitions en triolets de noire.
Pink Floyd utiliserait à nouveau cette technique sur la ligne de basse pour Sheep.
La pièce est en si mineur, alternant parfois avec un la majeur.
Les accents distinctifs du clavier sur cette piste sont composés de trois éléments : un orgue Hammond forme le « fondu d'ouverture », suivi d'un « stab (en) » composé d'un second orgue Hammond avec un jeu de percussion, doublé d'un piano acoustique modifié par une cabine Leslie, comme cela a également été utilisé sur Echoes. Pour les versions live, la partie « fondu d'ouverture » a été jouée sur un orgue Farfisa.
Les paroles menaçantes, une rare contribution vocale de Nick Mason, ont été enregistrées à l'aide d'un modulateur en anneau et ralenties pour créer un effet sinistre. Elles étaient destinées à Sir Jimmy Young, à la BBC Radio 1 et Radio 2 de l'époque DJ que le groupe aurait détesté à cause de sa tendance à babiller. Lors des concerts du début des années 1970, ils jouaient parfois un collage sonore de clips de l'émission de radio de Young, qui était monté de manière à paraître complètement absurde, le « coupant ainsi en petits morceaux » au sens figuré. La compilation bootleg A Treeful of Secrets contient une version démo de One of These Days dans laquelle le collage de Jimmy Young tourne en boucle en arrière-plan pendant la représentation. Cependant, l'authenticité de cette démo n'a pas été confirmée.
« One of these days, I'm going to cut you into little pieces »
— Paroles de One of These Days.
        
« Un de ces jours, je vais te couper en petits morceaux »

## Fiche technique

### Version
| 1. | One of These Days (Pink Floyd) | 1971 | 5 min 55 s |

### Interprètes originaux
One of These Days est écrite et interprétée par :
- David Gilmour : guitare électrique lead, pedal steel guitar et basse ;
- Nick Mason : voix et batterie ;
- Roger Waters : basse et synthétiseur EMS VCS3 ;
- Richard Wright : piano et orgue.

### Équipe de production
- Pink Floyd : production ;
- Rob Black : ingénieur du son (studios Morgan) ;
- Roger Quested : assistant ingénieur du son (studios Morgan) ;
- Peter Bown : ingénieur du son (studios AIR) ;
- John Leckie : assistant ingénieur du son (studios Air et EMI) ;
- James Guthrie : remastering ;
- Doug Sax : remastering.